# Ходос Валерія Ігорівна
Валерія Ігорівна Ходос (нар. 19 листопада 1986, Київ, Українська РСР) — українська акторка театру і кіно. Лауреатка  премії «Бронек» у галузі театрального мистецтва імені Амвросія Бучми за найкращу жіночу роль (2012).

## Життєпис
Валерія Ходос народилася 19 листопада 1986 року в місті Києві.
У 2009 році закінчила Київський національний університет театру, кіно і телебачення імені Івана Карпенка-Карого (майстерня Станіслава Мойсеєва).
Акторка Київського академічного Молодого театру.
Зніматися почала ще під час навчання у Київському національному університеті театру, кіно і телебачення імені Івана Карпенка-Карого. Проте це були маленькі ролі.
У 2013 році Валерія Ходос отримала першу велику роль в кримінальному серіалі «Пастка».

## Фільмографія
| Рік  | Проект                               | Роль                                | Режисер                                                    | Кіностудія                                               |
| ---- | ------------------------------------ | ----------------------------------- | ---------------------------------------------------------- | -------------------------------------------------------- |
| 2024 | Ніхто не ідеальний                   | Марія Бойко                         | Сергій Толкушкін                                           | ArtForms Production                                      |
| 2024 | «Будинок „Слово“: Нескінчений роман» | Раїса Троянкер                      | Тарас Томенко                                              | Fresh Production Group                                   |
| 2023 | Обіцянка Богу                        | Стася Левицька                      |                                                            |                                                          |
| 2020 | Подаруй мені щастя                   | Гера Врадій                         |                                                            |                                                          |
| 2020 | Діда Мороза не буває                 | Дана                                | Олександр Тименко                                          | IVORY films, канал «Україна»                             |
| 2019 | День сонця                           | Поліна                              | Вікторія Мельникова                                        | Фільмстрім, Ейдетик Пікчерс, Vileton Films (ТРК Україна) |
| 2019 | Ти тільки вір                        | Марина                              |                                                            |                                                          |
| 2019 | Зникла наречена                      | Ірина                               | Майя Сомова                                                | (СТБ, Україна)                                           |
| 2019 | Вибір матері                         | Олена                               | Мила Погребиська                                           | Artforms Production телеканалу «СТБ»                     |
| 2018 | Рідна кров                           | Злата Титаренко, коханка Маєвського | Роман Барабаш                                              | телеканал (ТРК Україна)                                  |
| 2018 | Жити заради кохання                  | Леся, подруга Вероніки              |                                                            |                                                          |
| 2018 | Ані слова про кохання                | Віра Шестак, інструктор по фітнесу  | Антон Азаров                                               | телеканал (ТРК Україна)                                  |
| 2018 | Прислуга                             | Марта Линевська                     |                                                            | «1+1 Production» на замовлення телеканалу «1+1»          |
| 2017 | Хороший хлопець                      | Настя, дівчина Олега                | Євген Баранов                                              | «1+1 Production» на замовлення телеканалу «1+1»          |
| 2016 | Папараці                             | Головна роль                        | Вікторія Кругла                                            | «1+1 Production»                                         |
| 2016 | Між любов'ю і ненавистю              | Ірина                               | Олександр Тименко                                          | Кінокомпанія «УПС»                                       |
| 2016 | Катерина                             | Катерина Швець — головна роль       | Олександр Тименко                                          | «СІСТЕРЗ ПРОДАКШН» на замовлення телеканалу «1+1»        |
| 2016 | Не зарікайся                         | Людмила Поліщук                     | Дмитро Гольдман                                            | «Front Cinema»                                           |
| 2016 | Підкидні                             | Олександра Величко                  | Максим Паперник, Володимир Мельниченко, Анатолій Григор'єв | «Film.UA», «WTW Films Limited»                           |
| 2015 | Клан ювелірів                        | Олена Метревелі                     | Дмитро Гольдман                                            | «Front Cinema» на замовлення ТРК «Україна»               |
| 2015 | Погана сусідка                       | Оля, наречена Михайла               | Роман Барабаш                                              | «Star Media»                                             |
| 2015 | Все одно ти будеш мій                | Оленка Яковлєва — головна роль      | Олександр Тименко                                          | «1+1 Production»                                         |
| 2015 | Гіркі жнива                          | Оксана                              | Джордж Менделюк                                            | «Devil's Harvest ProductionsInc» (Канада)                |
| 2014 | Вітряна жінка                        | Лія Заєвська — головна роль         | Ольга Перуновська                                          | «Film.UA»                                                |
| 2014 | Брат за брата-3                      | Віра                                | Олег Туранський, Олег Філіпенко                            | «Star Media»                                             |
| 2014 | Лабіринти долі                       | Марина                              | Олександр Кирієнко                                         | Кінокомпанія «УПС»                                       |
| 2014 | Ковзани для чемпіонки                | Ганна Зарубіна — головна роль       | Максим Паперник                                            | «IRLING FINANCIAL CORP»                                  |
| 2013 | Пастка                               | Марина Дьоміна — головна роль       | Сергій Коротаєв                                            | «Film.UA»                                                |
| 2013 | Жіночий лікар-2                      | Таня Еванс                          | Антон Гойда                                                | «Film.UA»                                                |
| 2012 | Порох і дріб                         | Надя                                | Максим Мехеда, Володимир Самойлюк                          | «Star Media»                                             |
| 2012 | Коханець для Люсі                    | Наташа — головна роль               | Олег Маслєнніков                                           | «Київтелефільм»                                          |
| 2011 | Костоправ                            | Маша Одинцова                       | Віра Яковенко, Василь Чигинський, Володимир Мельниченко    | Кінокомпанія «Аврора»                                    |
| 2011 | Ліки для бабусі                      | Лєна                                | Сергій Альошечкін                                          | Кінокомпанія «УПС»                                       |
| 2011 | Моє нове життя                       | Катя                                | Оксана Байрак                                              | «Film.UA»                                                |
| 2011 | Павутинка бабиного літа              | Еля Коробкова                       | А. Чеботарьова                                             | Кінокомпанія «УПС»                                       |
| 2011 | Пончик Люся                          |                                     | Олександр Ітигілов                                         | «Нова студія»                                            |
| 2010 | Завтра починається вчора             | Ганна                               | Віталій Ващенко                                            | Компанія «Про-TV»                                        |
| 2010 | Зозуля                               | Світлана                            | Сергій Альошечкін                                          | «Нова студія» на замовлення «РТР»                        |
| 2010 | Єфросинія                            | Юлія Мартинова                      | Олег Маслєнніков, Володимир Дощук, Володимир Дяченко       | «Мостелефільм»                                           |
| 2009 | В Париж                              | Наталка                             | Сергій Крутін                                              | ПЦ «Піраміда»                                            |
| 2009 | Останній кордон                      | Лера                                | Олександр Копєйкін                                         | «Кінофабрика Копєйкіна»                                  |
| 2009 | Ромашка, кактус, маргаритка          | секретар                            | Олександр Ітигілов                                         | «Нова студія»                                            |
| 2009 | Зовсім інше життя                    | Оксана                              | Сергій Альошечкін                                          | «Нова студія»                                            |
| 2008 | Альпініст                            | сестра Віталія                      | Олександр Кирієнко                                         | Студія «Аврора»                                          |
| 2008 | Почати спочатку. Марта               | епізод                              | Ігор Копилов                                               | «Star Media»                                             |
| 2008 | Сила тяжіння                         | Марина Золотко                      | Ігор Забара, Олег Шеремет-Дошка                            | «Амедіа-Україна»                                         |
| 2007 | Ворог номер один                     | епізод                              | Олександр Кирієнко                                         | «Аврора Продакшн» спільно з «РТР»                        |
| 2006 | Таємниця «Святого Патрика»           | епізод                              | Андрій Бенкендорф                                          | АТЗТ «Українська незалежна ТВ-корпорація» / «Інтер»      |

## Театральні роботи
- 2012 — «Неймовірна історія кохання» Кіри Малініної — ВОНА, режисер А. Романов
- 2011 — «Квартет для двох» Анатолія Крима — Євгенія, режисер А. Петров
- 2010 — «Сатисфакція» за п'єсою Вільяма Шекспіра «Венеціанський купець» — Порція, режисер Станіслав Мойсеєв
- 2010 — «Афінські вечори» Петра Гладиліна — Наталка, режисер Ігор Славинський
- 2009 — «Примхливе кохання Дроздоборода» Богдана Стельмаха за казкою братів Грімм — королівна, режисер Ю. Маслак
- 2009 — «Хоровод любові» Артура Шніцлера — дівчина легкої поведінки, режисер Станіслав Мойсеєв
- 2008 — «У палаючій пітьмі» Антоніо Буеро Вальєхо — Хуана, режисер Станіслав Мойсеєв
- 2007 — «Голубка» Жана Ануя — Коломба, режисер Андрій Бакіров

## Нагороди й номінації
| Нагороди й номінації | Нагороди й номінації | Нагороди й номінації       | Нагороди й номінації | Нагороди й номінації |
| Рік                  | Премія               | Номінація                  | Робота               | Результат            |
| -------------------- | -------------------- | -------------------------- | -------------------- | -------------------- |
| 2008                 | «Київська пектораль» | Найкращий акторський дебют | «Голубка»            | Номінація            |

- 2022 — Національна премія України імені Тараса Шевченка за виставу «Погані дороги» Київського академічного театру драми і комедії на лівому березі Дніпра[1]